# Erechthias tritogramma
Erechthias tritogramma är en fjärilsart som beskrevs av Clarke 1986. Erechthias tritogramma ingår i släktet Erechthias och familjen äkta malar. Inga underarter finns listade i Catalogue of Life.